# Walentina Sawicka
Walentina Flegontowna Sawicka (Krawczenko), ros. Валентина Флегонтовна Савицкая (Кравченко), ur. 27 grudnia 1916?/9 stycznia 1917 w Kemerowie, zm. 15 lutego 2000 w Moskwie) – radziecka lotniczka wojskowa, kapitan, Bohater Federacji Rosyjskiej (1995).

## Życiorys
Skończyła szkołę średnią i aeroklub w Kemerowie, później uczyła się w Tomskim Instytucie Industrialnym. Od 1935 uczyła się w szkole lotniczej w Chersoniu, w 1940 została pilotem-instruktorem aeroklubu w Saratowie, od 1941 służyła w Armii Czerwonej, ukończyła wojskową szkołę lotniczą. Od stycznia 1943 uczestniczyła w wojnie z Niemcami, początkowo pod Stalingradem, gdzie walczyła w składzie 587 pułku lotnictwa bombowego 16 Armii Powietrznej, pilotując samolot Pe-2; pułk ten był jednym z trzech żeńskich pułków lotniczych ZSRR. Później wraz z pułkiem walczyła w składzie 4 Armii Powietrznej, brała udział w bitwie pod Kurskiem, operacji spas-diemianskiej, jelnieńskiej i smoleńskiej; 23 września 1943 pułk został przemianowany na 125 gwardyjski pułk lotnictwa bombowego im. Mariny Raskowej. Od początku 1945 do 5 lutego 1945 w składzie wojsk 3 Frontu Białoruskiego brała udział w operacji wschodniopruskiej, bombardując pozycje artylerii i siły żywej wroga na Półwyspie Kurlandzkim i Półwyspie Sambijskim. Po wojnie służyła w pułku do jego rozformowania 28 lutego 1947. Po wyjściu za mąż zmieniła nazwisko na Sawicka.

## Odznaczenia
- Bohater Federacji Rosyjskiej (10 kwietnia 1995)
- Order Czerwonego Sztandaru
- Order Aleksandra Newskiego
- Order Wojny Ojczyźnianej I klasy
- Order Czerwonej Gwiazdy

I medale.